# Wadym Tassojew
Wadym Saurbekowytsch Tassojew (ukrainisch Вадим Заурбекович Тасоєв, russisch Вадим Заурбекович Тасоев Wadim Saurbekowitsch Tassojew; * 13. Januar 1975 in Ordschonikidse, Sowjetunion) ist ein russisch-ukrainischer Ringer ossetischer Abstammung. Er gewann bei Welt- und Europameisterschaften im freien Stil insgesamt zehn Medaillen.

## Werdegang
Wadym Tassojew begann als Jugendlicher 1986 in Ordschonikidse (heute Wladikawkas) mit dem Ringen. Er konzentriert sich dabei auf den freien Stil. Schon als Junior war er sehr erfolgreich. Noch für Russland startend, wurde er 1994 in Kourtane/Finnland Junioren-Europameister im Super-Schwergewicht und im Jahre 1995 in Teheran sogar Junioren-Weltmeister im Schwergewicht. Im Finale besiegte er dort vor einem fanatischen Publikum den einheimischen Alireza Rezaei. Seinen ersten Start bei den Senioren absolvierte er beim Welt-Cup 1996 in Teheran, wo er im Schwergewicht hinter Wilfredo Morales Sanchez aus Kuba auf den 2. Platz kam, sich aber wiederum vor Alireza Rezaei platzieren konnte.
Zu Beginn des Jahres 1998 wechselte Wadym Tassojew in die Ukraine. Er wurde dort formell Angehöriger der ukrainischen Streitkräfte, konnte sich aber beim Sportclub SKA Kiew, wo er von Ruslan Sawlochow trainiert wird, voll dem Ringen widmen. Daneben startete er auch einige Zeit für den österreichischen Ringerclub KSK Klaus in der österreichischen Staatsliga.
1998 bestritt er bei der Europameisterschaft in Bratislava den ersten Start bei einer internationalen Meisterschaft für die Ukraine. Aufgrund einer Gewichtsklassenänderung durch den internationalen Ringerverband FILA startete er dabei im Halbschwergewicht, das nunmehr bis 97 kg Körpergewicht reichte. In Bratislava gelangen ihm vier Siege, u. a. gewann er dabei auch über Heiko Balz aus Deutschland, aber zwei Niederlagen gegen Aftandil Xanthopoulos aus Griechenland warfen ihn auf den 4. Platz zurück. Den gleichen Platz belegte er auch bei der Weltmeisterschaft in Teheran. Hier gelangen ihm sogar fünf Siege. Niederlagen musste er von Eldari Luka Kurtanidse aus Georgien und Kuramagomed Kuramagomedow aus Russland hinnehmen.
Bei der Europameisterschaft 1999 in Minsk gelang ihm mit dem 2. Platz sein erster Medaillengewinn bei den Senioren. Er siegte dabei u. a. gegen Zoltán Farkas aus Ungarn und Heiko Balz. Den Endkampf verlor er gegen Kuramagomed Kuramagomedow. Bei der Weltmeisterschaft dieses Jahres in Ankara konnte er zwar den starken Aftandil Xanthopoulos besiegen, er verlor aber in seinem dritten Kampf gegen Alireza Heidari aus dem Iran, schied damit aus und landete nur auf dem 16. Platz.
Mit dem 3. Platz bei der Europameisterschaft 2000 in Budapest, hier verlor er im Halbfinale gegen Arawat Sabejew aus Deutschland, sicherte sich den 3. Platz aber mit einem Sieg über Aftandil Xanthopoulos, brachte sich Wadym Tassojew in eine Mit-Favoritenrolle bei den Olympischen Spielen dieses Jahres in Sydney. Er traf dort aber gleich in seinem ersten Kampf auf Sagid Murtasalijew aus Russland und verlor gegen diesen nach Punkten. Ein Sieg über Ex-Weltmeister Melvin Douglas aus den Vereinigten Staaten brachte ihn dann nur mehr auf den 11. Platz.
Nach einem 6. Platz bei der Europameisterschaft 2001 in Budapest, er verlor hier gegen Eldari Luka Kurtanidse, gewann Wadym Tassojew bei der Weltmeisterschaft dieses Jahres in Sofia wieder eine WM-Bronzemedaille. Ihm gelangen dabei Siege über Dominic Black aus den Vereinigten Staaten, Gandsorigiin Ganchujag aus der Mongolei, seinen Angstgegner Eldari Luka Kurtanidse und Zoltán Farkas. Gegen Georgi Gogschelidse aus Russland verlor er allerdings im Halbfinale.
Auch in den weiteren Jahren bis zu seinem Karriereende 2008 war Wadym Tassojew noch sehr erfolgreich. Er gewann bei den Welt- und Europameisterschaften jener Jahre noch fünf Medaillen. 2004 und 2005 wurde er in Ankara bzw. in Warna jeweils Vize-Europameister. Er scheiterte dabei jeweils nur an den russischen Vertretern Chadschimurad Gazalow bzw. Kuramagomed Kuramagomedow. Bemerkenswert ist, dass er ab 2005 im Schwergewicht, der Gewichtsklasse bis 120 kg Körpergewicht startete. Ohne Erfolg blieb er wieder bei den Olympischen Spielen 2004 in Athen. Er verlor dort im Halbschwergewicht gegen Chadschimurad Gazalow und erreichte nur den enttäuschenden 14. Platz. Für die Teilnahme an den Olympischen Spielen 2008 in Peking konnte er sich nicht mehr qualifizieren.
Insgesamt gewann Wadym Tassojew in seiner langen Laufbahn, die Erfolge im Juniorenbereich eingerechnet, bei internationalen Meisterschaften insgesamt zehn Medaillen. Im Seniorenbereich war ihm aber kein Titelerfolg vergönnt.

## Internationale Erfolge
| Jahr | Platz | Wettbewerb                                                | Gewichtsklasse | |
| 1994 | 1.    | Junioren-EM (Espoirs) in Kourtane/Finnland                | Superschwer    | vor Sergei Prjadun, Ukraine und Wjatscheslaw Pirski, Belarus |
| 1995 | 1.    | Junioren-WM (Espoirs) in Teheran                          | Schwer         | vor Alireza Rezaei, Iran und Eduard Tagojew, Ukraine |
| 1996 | 2.    | Welt-Cup in Teheran                                       | Schwer         | hinter Wilfredo Morales Sanchez, Kuba, vor Alireza Rezaei und Kashim Chakimow, Usbekistan |
| 1998 | 5.    | FILA-Turnier in Clermont-Ferrand                          | Halbschwer     | hinter Sagid Murtasalijew und Nikolai Telegin, bde. Russland, Mohsen Shaifee, Iran und William Rombouts, Frankreich |
| 1998 | 4.    | EM in Bratislava                                          | Halbschwer     | mit Sieg über Ondrej Pecha, Slowakei, Niederlage gegen Aftandil Xanthopoulos, Griechenland, Siegen über Sergei Kowalewski, Russland, Ricardas Paulinkos, Litauen und Heiko Balz, Deutschland und einer erneuten Niederlage gegen Aftandil Xanthopoulos                                                |
| 1998 | 4.    | WM in Teheran                                             | Halbschwer     | mit Sieg über Arnulfo Hernandez Gonzalez, Kolumbien, Niederlage gegen Eldari Luka Kurtanidse, Georgien, Siegen über Kasif Sakiroglu, Türkei, Soslan Frajew, Usbekistan, Dolgorsürengiin Sumjaabadsar, Mongolei und Melvin Douglas, USA und einer Niederlage gegen Kuramagomed Kuramagomedow, Russland |
| 1999 | 2.    | EM in Minsk                                               | Halbschwer     | mit Siegen über Zoltán Farkas, Ungarn, Heiko Balz, Ricardas Pauliukonis, Litauen und Jurijs Janovics, Lettland und einer Niederlage gegen Kuramagomed Kuramagomedow |
| 1999 | 16.   | WM in Ankara                                              | Halbschwer     | mit Siegen über Ricardas Pauliukonis und Aftandil Xanthopoulos und einer Niederlage gegen Alireza Heidari, Iran |
| 2000 | 2.    | Olympia-Qualif.-Turnier in Minsk                          | Halbschwer     | hinter Arawat Sabejew, Deutschland, vor Joel Sharratt, USA und Zoltan Farkas |
| 2000 | 1.    | Olympia-Qualif.-Turnier in Leipzig                        | Halbschwer     | vor Heiko Balz, Aljaksandr Schamarau, Belarus und Islam Bairamuchow, Kasachstan |
| 2000 | 7.    | Olympia-Qualif.-Turnier in Tokio                          | Halbschwer     | Sieger: Arawat Sabejew vor Dominic Black, USA |
| 2000 | 3.    | EM in Budapest                                            | Halbschwer     | mit Siegen über Rolf Scherrer, Schweiz und Magomed Davud, Aserbaidschan, einer Niederlage gegen Arawat Sabejew und einem Sieg über Aftandil Xanthopoulos |
| 2000 | 11.   | OS in Sydney                                              | Halbschwer     | nach einer Niederlage gegen Sagid Murtasalijew, Russland und einem Sieg über Melvin Douglas, USA |
| 2001 | 6.    | EM in Budapest                                            | Halbschwer     | mit Siegen über Radovan Valach, Österreich und Fatih Çakıroğlu, Türkei und einer Niederlage gegen Eldari Luka Kurtanidse, Georgien |
| 2001 | 3.    | WM in Sofia                                               | Halbschwer     | mit Siegen über Dominic Black, Gandsorigiin Ganchujag und Eldari Luka Kurtanidse und Niederlagen gegen Georgi Gogschelidse, Russland und Zoltán Farkas |
| 2002 | 4.    | EM in Baku                                                | Halbschwer     | mit Siegen über Bartłomiej Bartnicki, Polen und Rolf Scherrer, Schweiz und Niederlagen gegen Eldari Luka Kurtanidse und Fatih Çakıroğlu, Türkei |
| 2002 | 3.    | WM in Teheran                                             | Halbschwer     | mit Siegen über Yoshihiro Nakao, Japan, Tüwschintöriin Enchtujaa, Mongolei und Aljaksandr Schamarau, Belarus, einer Niederlage gegen Alireza Heidari und einem Sieg über Aftandil Xanthopoulos |
| 2003 | 3.    | EM in Riga                                                | Halbschwer     | mit Siegen über Ricardas Pauliukonis, Pavels Dolgars, Lettland und Aljaksandr Schamarau, einer Niederlage gegen Chadschimurad Gazalow, Russland und einem Sieg über Radovan Valach, Österreich |
| 2003 | 8.    | WM in New York                                            | Halbschwer     | mit Siegen über Koo Hah-ja, Südkorea und Taimuras Tigijew, Russland und einer Niederlage gegen Eldari Luka Kurtanidse |
| 2003 | 5.    | FILA-Absolute Championships (Einladungsturnier) in Moskau | Halbschwer     | nach einer Niederlage gegen Georgi Gogschelidse |
| 2004 | 2.    | EM in Ankara                                              | Halbschwer     | mit Siegen über Rolf Scherrer, Fatih Çakıroğlu und Ruslam Agajew, Aserbaidschan und einer Niederlage gegen Chadschimurad Gazalow |
| 2004 | 14.   | OS in Athen                                               | Halbschwer     | mit einem Sieg über Rolf Scherrer und einer Niederlage gegen Chadschimurad Gazalow |
| 2005 | 2.    | EM in Warna                                               | Schwer         | mit Siegen über Jose Cuba Vasquez, Spanien, Otto Zsolt Aubeli, Ungarn und Boschidar Bojadschiew, Bulgarien und einer Niederlage gegen Kuramagomed Kuramagomedow |
| 2005 | 9.    | WM in Budapest                                            | Schwer         | mit einem Sieg über Wichiel Negron, Puerto Rico und Niederlagen gegen Aydin Polatci, Türkei und Tolly Thompson, USA |
| 2007 | 3.    | WM in Baku                                                | Schwer         | mit einem Sieg über Soslan Sagalijew, Tadschikistan, einer Niederlage gegen Biljal Walerjewitsch Machow, Russland und Siegen über Vincenzo Lipari, Italien, Go Soung-jin, Südkorea und Fatih Çakıroğlu                                                                                                |
| 2008 | 5.    | EM in Tampere                                             | Schwer         | mit einem Sieg über Arkadiusz Kordus, Polen und einer Niederlage gegen Aydin Polatci |

Anm.: alle Wettbewerbe im freien Stil, OS = Olympische Spiele, WM = Weltmeisterschaft, EM = Europameisterschaft, Superschwergewicht, bis 1996 bis 130 kg Körpergewicht, danach abgeschafft, Schwergewicht, bis 1996 bis 100 kg Körpergewicht, von 1997 bis 2001 bis 130 kg, seit 2002 bis 120 kg Körpergewicht, Halbschwergewicht, bis 1996 bis 90 kg, von 1997 bis 2001 bis 97 kg, seit 2002 bis 96 kg Körpergewicht